# محمد الحجوي الثعالبي
محمد بن الحسن الحجوي (ولد بفاس سنة يوم رابع رمضان 1291هـ / 1874م وتوفي سنة  1376هـ / 1956م بالرباط و دفن بفاس) فقيه وعالم وموظف مخزني وتاجر تقلد مناصب عديدة خلال مسيرته المهنية من أهمها أمين بديوانة وجدة على الحدود المغربية-الجزائرية، مفتش الجيش بالمغرب الشرقي، نائب الوزارتين المالية والحربية ورئيس مجلس الشريعة الأعلى سنة 1920م.

## النشأة والنسب

### النسب
ولد محمد بن الحسن الحجوي باسمه الكامل محمد بن الحسن بن العربي بن محمد بن أبي يعزى بن عبد السلام ابن الحجوي الثعالبي الجعفري الفاسي في أسرة من أصول فاسية عريقة ويرجع نسبه إلى جعفر بن أبي طالب شهيد مؤتة الطيار وزينب بنت علي بن أبي طالب من فاطمة الزهراء زوجة عبد الله بن جعفر.

### الدراسة
تلقى منذ سن مبكرة تكوينا شاملا في مجمل العلوم (حفظ القرآن، التجويد، الرسم، الكتابة، القراءة، الحساب، قواعد الإعراب والنحو ومبادئ الدين والعقيدة) فقد ألحقه والده عند بلوغه السابعة من عمره بمكتب خصوصي رفقة أخويه وأبناء أصدقائه.
أكمل دراسته الجامعية بجامع القرويين و كان من أهم أساتذته والده أبو علي الحسن الحجوي، وأبو عبد الله محمد بن التهامي الوزاني، وأبو العباس أحمد بن الطالب الشودي، وأبو عبد الله محمد فتحا القادري وأبو مروان عبد الملك العلوي، ومحمد الكامل الأمراني وغيرهم.

## أهم المناصب التي تقلدها[6]
- وظيف العدالة بمدينة مكناس (1900)؛
- أمين بديوانة وجدة على الحدود المغربية-الجزائرية (1902)؛
- عضو في المجلس السياسي على عهد الدولة العزيزية، وكان هذا المجلس مفوضاً في تدبير شؤون المغرب الشرقي زمن ثورة الروكي «أبو حمارة» (1902)؛
- مفتش الجيش بالمغرب الشرقي (1903)؛
- نائب الوزارتين المالية والحربية (1903)؛
- حافظاً لمخازن السلاح وأميناً مالياً على مؤن الجيوش النظامية وغير النظامية (1903)؛
- عينه  السلطان نائبا عنه في الحدود المغربية الجزائرية؛
- سفير فوق العادة لدى الوالي العام بالجزائر؛
- رئيس لجنة فصل الدعاوى الناشئة بين قبائل الحدود المغربية الجزائرية؛
- منظم الجيش القائم على حراسة الحدود؛
- عين سفيرا ومندوب سامي عن السلطان بالجزائر؛
- عينه المولى عبد الحفيظ أميناً في لجنة السلف الفاسي والتي تشكلت من كبار الأمناء والأعيان (1908)؛
- شغل منصب مندوب نائباً عن الصدارة في وزارة المعارف التي أحدثت في المغرب على عهد الحماية (1911)؛
- مستشارا مخزنيا شرفيا (1913-1920)؛
- عضوا في المجلس الأعلى للتعليم الأهلي (1916)؛
- رئيس مجلس الشريعة الأعلى (1920)؛
- رئيس المجلس الشرعي الاستئنافي الأعلى خلفا للشيخ محمد بن العربي العلوي (1339)؛
- وزيرا للعدل (1944-1955).

## مؤلفاته
للعلامة محمد الحجوي الثعالبي أزيد من 95 مؤلفا نذكر منها :
- تفسير الآيات العشر الأولى من سورة قد أفلح
- تفسير سورة الإخلاص
- حكم ترجمة القرآن
- الفكر السامي في تاريخ الفقه الإسلامي
- المحاضرة الرباطية في إصلاح تعليم الفتيات في الديار المغربية
- التعاضد المتين بين العقل والعلم والدين
- مستقبل تجارة المغرب
- النظام في الإسلام
- الفتح العربيّ لإفريقيا الشمالية
- مختصر العروة الوثقى
- الرحلة الأوروبية عام 1919

## ثناء العلماء عليه
- قال محمد الطاهر بن عاشور:[5] «و من أبهر الكواكب التي أسفر عنها أفقنا الغربي في العصر الحاضر، وكان مصداق قول المثل: «كم ترك الأول للآخر» الأستاذ الجليل، والعلامة النبيل، وصاحب الرأي الأصيل، الشيخ محمد الحجوي المستشار الوزيري للعلوم الإسلامية بالدولة المغربية، فلقد مد للعلم بيض الأيادي بتآليفه التي سار ذكرها في كل نادي..»
- وقال عبد الفتاح أبو غدة: «العلامة النابه البارع، الإمام فقيه المغرب الأقصى، الأصولي المتفنن الشيخ محمد بن الحسن الحجوي المغربي».